# Мъжки национален отбор по волейбол на Германия
Националният отбор по волейбол на Германия представя страната на международни турнири и състезания. Отборът има 5 участия на олимпийски игри.
През 1990 година, Западна Германия се преименува на Германия и слива резултатите си заедно с тези на Източна Германия. Източна Германия има сребърен медал от игрите през 1972 в Мюнхен, както и световна титла от първенството в България през 1970.

## Олимпийски игри
| Игри                | Домакин        | Място         | М             | П             | З             | СС            | ЗС            |
| ------------------- | -------------- | ------------- | ------------- | ------------- | ------------- | ------------- | ------------- |
| 1964 Токио          | Япония         | не се класира | не се класира | не се класира | не се класира | не се класира | не се класира |
| 1968 Мексико        | Мексико        | 4-то място    | 9             | 6             | 3             | 22            | 12            |
| 1972 Мюнхен         | Германия       | 2-ро място    | 7             | 5             | 2             | 16            | 8             |
| 1976 Монреал        | Канада         | не се класира | не се класира | не се класира | не се класира | не се класира | не се класира |
| 1980 Москва         | СССР           | не се класира | не се класира | не се класира | не се класира | не се класира | не се класира |
| 1984 Лос Анджелис   | САЩ            | не се класира | не се класира | не се класира | не се класира | не се класира | не се класира |
| 1988 Сеул           | Южна Корея     | не се класира | не се класира | не се класира | не се класира | не се класира | не се класира |
| 1992 Барселона      | Испания        | не се класира | не се класира | не се класира | не се класира | не се класира | не се класира |
| 1996 Атланта        | САЩ            | не се класира | не се класира | не се класира | не се класира | не се класира | не се класира |
| 2000 Сидни          | Австралия      | не се класира | не се класира | не се класира | не се класира | не се класира | не се класира |
| 2004 Атина          | Гърция         | не се класира | не се класира | не се класира | не се класира | не се класира | не се класира |
| 2008 Пекин          | Китай          | 9-то място    | 5             | 1             | 4             | 6             | 12            |
| 2012 Лондон         | Великобритания | 5-то място    | 6             | 2             | 4             | 6             | 14            |
| 2016 Рио де Жанейро | Бразилия       | не се класира | не се класира | не се класира | не се класира | не се класира | не се класира |
| 2020 Токио          | Япония         | не се класира | не се класира | не се класира | не се класира | не се класира | не се класира |
| 2024 Париж          | Франция        | 6-то място    | 4             | 2             | 2             | 10            | 8             |
| Общо                | Общо           | 5/16          | 31            | 16            | 15            | 60            | 54            |

### Световна лига по волейбол
- 1990 – не участва
- 1991 – не участва
- 1992 – 12 място
- 1993 – 8 място
- 1994 – 10 място
- 1995 – не участва
- 1996 – не участва
- 1997 – не участва
- 1998 – не участва
- 1999 – не участва
- 2000 – не участва
- 2001 – 13 място
- 2002 – 9 място
- 2003 – 10 място
- 2004 – не участва
- 2005 – не участва
- 2006 – не участва
- 2007 – не участва
- 2008 – не участва
- 2009 – не участва
- 2010 – 9 място
- 2011 – 11 място
- 2012 – 5 място
- 2013 – 7 място
- 2014 – 16 място
- 2015 – отказва се
- 2016 – 26 място
- 2017 – 27 място